# Яблуко розбрату (повість)
«Яблуко розбрату» — дитяча повість О.В. Рябініна про Троянську війну. Повість удостоєна літературної Премії імені Ернеста Хемінгуея за 2017 рік. За її мотивами була написана п'єса «Ігри богів, або Яблуко розбрату».

## Сюжет
Сюжет повісті в основному відповідає міфологічному опису та історії Троянської війни, як вони викладені в «Іліаді» Гомера і творах Евріпіда, Аполлодора, Вергілія, Овідія, Квінта Смірнського, але адаптований для дітей та підлітків.
Боги на Олімпі відзначали шлюб героя Пелея та морської богині Фетіди. На бенкет були запрошені всю боги, але богиню розбрату і хаосу Ериду запросити забули. Тим не менш, вона все ж таки з'явилась на бенкет, де залишила золоте яблуко з саду Гесперид з надписом «Найпрекраснішій!». В результаті між богинями Герою, Афродітою та Афіною вибухнула суперечка, хто ж з них є найгарнішою і гідний з'їсти це яблуко. За порадою Гермеса, богині для вирішення суперечки вирішили звернутись не до богів, а до людини — прекрасного Паріса, юного сина царя Трої Пріама. Афродіта пообіцяла Парісу, що він отримує в дружини найкрасивішу в світі жінку. В результаті Паріс назвав найпрекраснішою Афродіту, тим самим образивши і розсердивши двох інших богинь.

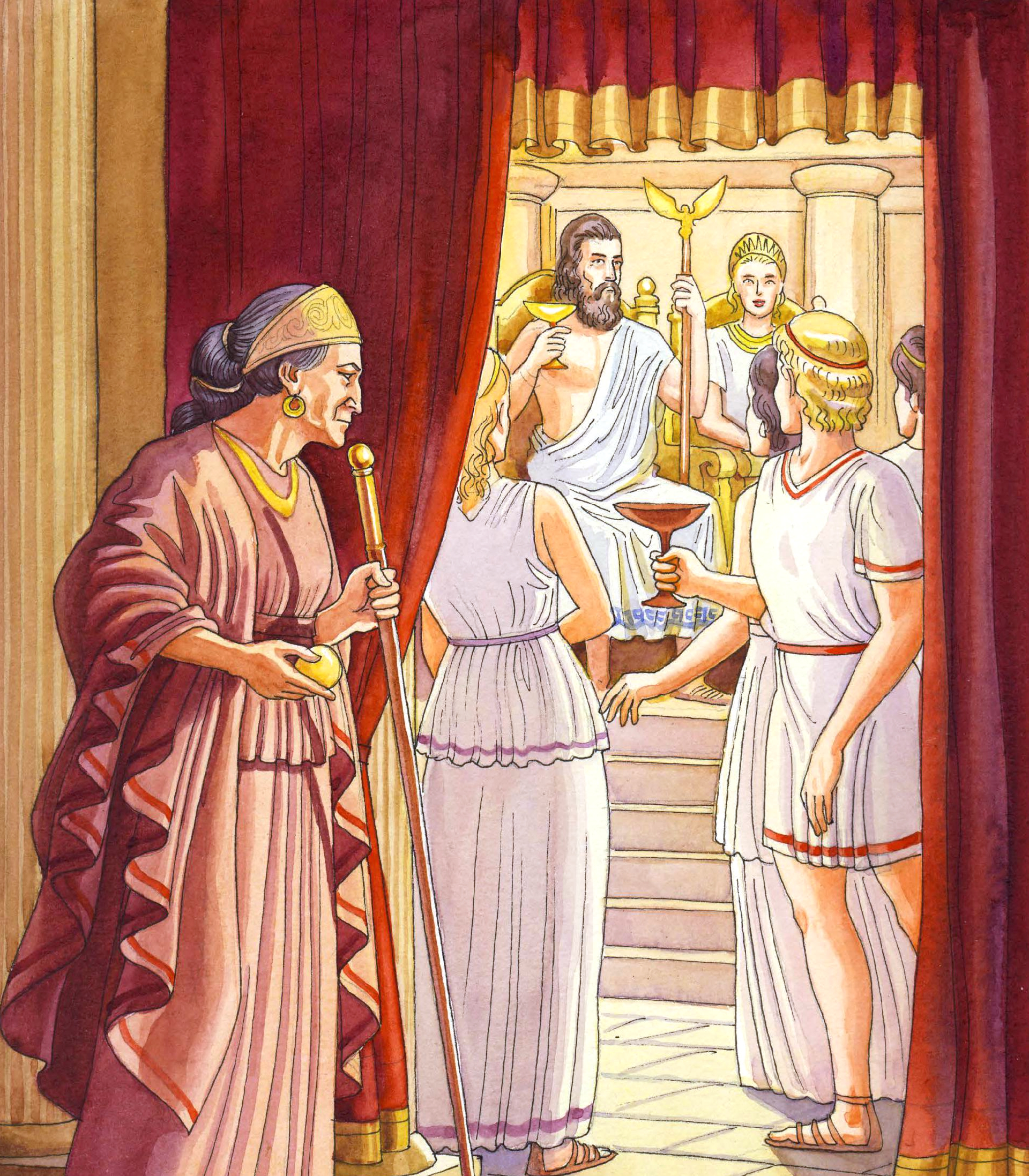
Еріда на весіллі Пелея та Фетіди. Ілюстрація з книги О. В. Рябініна «Яблуко розбрату»

Минули роки, Паріс змужнів і нагадав Афродіті про обіцянку. За порадою богині він відправився в Спарту в гості до царя Менелая, який був одружений з Єленою — жінкою дивовижної вроди. Менелай прийняв Паріса і влаштував бенкет в його честь. Однак, за вказівкою Афродіти, бог любові Ерос вистрілив з лука в Єлену і вона без пам'яті закохалась в Паріса. Вночі Єлена та Паріс таємно залишили Спарту і попливли до Трої, причому, за вказівкою Паріса, його солдати також викрали зі Спарти все царське золото і коштовності. На шляху до Трої Паріс зупинився на острові Кранай, щоб зробити жертвоприношення, а в цей час Гермес на прохання Гери та Афіни викрав Єлену і переніс її в Єгипет на піклування до царя Протея, де з неї в той же час спала мана, накладена Еросом. А замість справжньої Єлени на кораблі Паріса залишив якусь примарну істоту лише схожу на Єлену.
Віроломство троянців викликало обурення не тільки у спартанців, але і у інших народів і царів Пелопоннесу. У підсумку на війну з Троєю почали збиратись війська не тільки спартанців, але і війська багатьох їх союзників — всього більше тисячі кораблів. Керував військами греків цар Мікен і брат Менелая Агамемнон. Серед його воїнів було безліч прославлених царів і героїв — цар Месенії Нестор, цар Аргоса Діомед, цар острова Саламін
Аякс і його зведений брат Тевкр, критський цар Ідоменей, цар острова Родос Тлептолем, цар Ітаки Одіссей, воїн Філоктет та інші. Не вистачало лише легендарного воїна Ахіллеса, сина царя Фессалії Пелея, на весіллі у якого і виникла колись суперечка богинь через золоте яблуко.
Хоча сам Ахіллес був не проти відправитись на війну, але його мати Фетіда була різко проти його участі. Вона змусила його сховатись від посланців Агамемнона на острові Скірос, переодягшись у жіночий одяг. Діомед та Одіссей пішли на хитрощі, та імітували напад піратів на острів Скірос, а коли Ахіллес з мечем кинувся на захист, його вирахували та вмовили взяти участь у війні з Троєю. Афродіта вмовила богів Аполлона та Артеміду допомогти троянцям. Артеміда наслала такий сильний зустрічний вітер і течії, що греки не могли на своїх кораблях вийти у море. Жрець і провісник Калхас сказав Агамемнону, що для того, щоб умилостивити Артеміду потрібно принести їй жертву — доньку Агамемнона Іфігенію. Агамемнон погодився. Коли на церемонії жертвоприношення Калхас заніс ніж над Іфігенією, то Артеміда, яка спостерігала за всім, зглянулась, забрала Іфігенію з вівтаря і перенесла її в Тавриду, а на її місце помістила козу, причому зробила це так, що ніхто не помітив підміни. В результаті війська греків вийшли і відправились до Трої.
Тим часом, троянці також стали збирати війська. Союзники Трої — Фригія, Мізія, Пафлагонія, Дакія, Фракія, Кілікія, Лесбос і Лідія прислали своїх воїнів на допомогу царю Пріаму. Серед троянців було також багато прославлених героїв — Еней, Кікн, Пандар, Гіппофой, Асій, Акамант та інші. Командував військами троянців прославлений воїн Гектор — син царя Трої Пріама.
Війська греків прибули до Трої, почався бій, в якому Ахіллес вбив Кікна. Потім Менелай та Одіссей відправились до Трої на переговори з Пріамом. Однак той відмовився повертати грекам Єлену і скарби і дав їм три дні на те, щоб залишити берега Трої. На наступний день загони греків пішли у наступ на Трою, але досягти перемоги їм не вдалось. Тоді греки вдались до облоги Трої, яка тривала майже десять років.
Одного разу, здійснюючи набіги на навколишні міста, Агамемнон розграбував храм Аполлона в Фівах і викрав доньку верховного жерця Хрісеїду. Це викликало гнів бога Аполлона і він почав знищувати війська греків невидимими стрілами. За порадою жерців Агамемнон повернув Хрісеїду батьку, але вимагав від Ахіллеса віддати йому іншу захоплену полонянку — доньку царя Бріса.
Це викликало обурення Ахіллеса і він відмовився брати участь у війні, проте їхати зі своїм військом напередодні падіння Трої і покрити себе ганьбою він не хотів. Він звернувся до своєї матері богині Фетіди і та вмовила Зевса заступитися за троянців, щоб війська Агамемнона без допомоги її сина не взяли Трою.
Агамемнону наснився сон, що він захопить Трою і на наступний день він вивів свої війська. Назустріч йому вийшли численні війська Трої. Коли війська зблизилися, Менелай побачив Паріса і захотів з ним битися особисто. Тоді Гектор запропонував, щоб Паріс та Менелай билися тільки вдвох. Якщо переможе Паріс — війська греків залишать Трою, а якщо Менелай, тоді троянці віддадуть саму Єлену і всі вкрадені скарби. Сторони укладуть мир і вже набридла всім війна закінчиться. Пріам і Агамемнон публічно поклялись, що їх війська дотримають цю домовленість. Почався бій, де перевага була на боці досвідченого воїна Менелая. Однак Афродіта, бажаючи захистити свого улюбленця, врятувала Паріса і перенесла його всередину Трої під захист стін, а також вмовила Пандара вистрілити з лука в Менелая. Хоча Менелай був тільки поранений стрілою, але це повністю зруйнувало тимчасове перемир'я. Почалась битва, в якій окрім людей на стороні греків почали битися і самі боги — Афродіта, Аполлон, Арес і сам Зевс. У битві загинуло безліч людей, включаючи Пандара. Хоча Афродіта та Арес були поранені Діомедом, якому допомагала Афіна, але війська греків були майже розгромлені.
Ахіллес і його війська не брали участь у битві, чекаючи, коли Агамемнон почне благати Ахіллеса повернутися. І дійсно посланці Агамемнона прийшли до нього з вибаченнями і багатими подарунками. Ахіллес, хоча і не пробачив Агамемнона, але погодився відправити йому на допомогу частину своїх військ від проводом свого близького друга Патрокла. Тим часом, Зевс наказав богам допомагати троянцям лише до тих пір, поки в бій не вступить Ахіллес і тим самим його обіцянка Фетіді буде виконана.
У бою Патрокл загинув від рук Гектора. Дізнавшись про це, Ахіллес ринувся в бій. В цей момент боги перестали допомагати троянцям. Ахіллес зустрівся з Гектором і у поєдинку вбив його. Війська Трої залишились без ватажка. Хоча до царя Пріама і приходили війська на допомогу — багатотисячне військо амазонок під керівництвом цариці Пенфесілаї і військо царя Ефіопії Мемнона, але і вони були розбиті греками. Однак в одному з боїв Паріс вистрілив з лука в Ахіллеса і завдяки Аполлону, який таємно все ж допомагав Трої, зміг убити його. У відповідь грецький воїн Філоктет вистрілив в Паріса з лука, колись подарованому йому Гераклом, і також вбив його.
Хоча війська Трої зазнали серйозної шкоди, але грекам не вдалось отримати перемогу, так як місто знаходилось під захистом значних стін. Знову почалась облога Трої, яка тривала декілька місяців. Багато хто вирішив, що вона знову затягнеться на роки. Однак Одіссей придумав хитрий план. Всі війська греків раптово сіли на кораблі і попливли з Трої, залишивши у воріт міста величезного дерев'яного коня. Троянці вирішили, що вони перемогли у війні і захотіли внести статую коня в місто, розмістити її на самому почесному місці. Однак жрець і провісник Лаокоон виступив проти цього. Він вважав, що це пастка і закликав троянців негайно знищити коня. Афіна, почувши це, негайно направила з моря двох величезних змій, які виповзли на сушу, кинувшись до Лаокоона, задушили його та знову повернулися в море. Це переконало троянців, що кінь — це дар богів і не треба йому противитися. Кінь був настільки великим, що не проходив у ворота, тоді троянці зробили в мурі пролом і втягли коня в місто. В місті почався бенкет і ніхто не став встановлювати сторожові пости.
Вночі, коли всі заснули, з дерев'яного коня вилізли Одіссей, Менелай, Діомед, Ідоменей, Неоптолем, Філоктет і ще декілька десятків воїнів. І в той же час грецька флотилія знову причалила до берегів Трої. Одіссей з товаришами напали на спляче місто, влаштувавши справжню бійню, не жаліючи ні жінок, ні дітей. До ранку Троя пала. Цар Пріам був вбитий Неоптолемом. Єлену доставили на корабель Менелая. Війна завершилась і кораблі греків відправились з багатою здобиччю додому.
Кораблі Менелая бурею віднесло до берегів Єгипту, де він опинився в царстві Протея, куди Гермес сховав справжню Єлену. Коли Менелай ступив на землю Єгипту, ефірний привид, який підміняв Єлену, зник і Менелай знову зустрівся зі своєю дружиною. Після цього вони подорожували разом ще сім років, а потім повернулися у Спарту.
Агамемнон, повернувшись в Мікени, був зарізаний власною дружиною Клітемнестрою і її спільником Егістом. Син Агамемнона Орест пізніше розправився з вбивцями батька, а також розшукав і повернув на батьківщину свою сестру Іфігенію.

## Вистава
В 2017 році автор книги О. В. Рябінін разом з драматургом Оленою Ісаєвою написав за мотивами своєї повісті п'єсу «Ігри богів, чи Яблуко розбрату». Дія п'єси відбувається в Древній Греції, де Троянська війна розглядається як комп'ютерна гра для богів Олімпу, які, граючи в неї, визначають хід майбутніх подій. Постановки п'єси пройшли в ряді театрів Росії.

## Постановки
- "Ігри богів, або Яблуко розбрату. Астраханський державний театр юного глядача. Режисер С. В. Тараскін. Прем'єра 25 листопада 2018 року[3][4][5][6][7]..
- «Вікіпедія богів». Центр драматургії та режисури. Режисер В. Н. Панков. Прем'єра 25 квітня 2019 року[8].

## Видавництва

### Повість
- Рябінін О. В. Яблуко розбрату: казка про богинь, богів, царів та богатирів. — М.ІЕУП, 2016. — 92 с. ISBN 978-5-9909598-8-0
- Рябінін О. В. Яблуко розбрату: Казка про древніх богів, богинь, царів та богатирів. — СПб.: Видавництво «Антологія», 2017—128 с. іл.. ISBN 978-5-93249-007-5

### П'єса
- Рябінін О, Ісаєва О. Ігри богів, чи Яблуко розбрату. П'єса по книзі Олексія Рябініна «Яблуко розбрату. Казка про древніх богів, богинь, царів та богатирів». — М.: ІЕУП, 2020. — 49 с. іл.. ISBN 978-5-93249-011-2

## Нагороди
- Повість «Яблуко розбрату» була удостоєна премії імені Ернеста Хемінгуея за 2017 рік в номінації «Дитяча проза»[1][9].
- П'єса «Ігри богів чи яблуко розбрату» — переможець конкурсу по підтримці сучасної драматургії Міністерства культури Російської Федерації (2018)[10].

## Критика
Повість отримала численні, в основному позитивні відгуки. Як правило, відмічали захопливість викладення і легкість читання. Письменник, публіцист, літературний оглядач «Комсомольської правди» Олег Жданов назвав повість Рябініна «новим прочитанням давньогрецького культурного спадку в контексті викликів XXI століття» і порівняв її з працями Миколи Куна. Він відзначив, що в книзі менше епічної протяжності і більше динаміки, але переказ не втратив головного — «в ньому є герої, найпотужніша драматургія, об'ємні образи, невідворотність покарання за гординю та жадібність, велика сила Любові».
М. А. Замотіна, письменник і журналіст, секретар Правління Московської організації Спілки письменників Росії в своєму огляді сучасних книг, переказуючи античну міфологію, докладно зупиняється на творчості О. В. Рябініна.
Обурення М. Замотіної викликав підзаголовок книжкового циклу О. В. Рябініна, в який окрім «Яблука розбрату» входять «Тесей» та «Загадка Сфінкса»: «Казка про древніх богів, богинь, царів та богатирів». На думку оглядача, міфи некоректно називати казками, а крім того автор помилково використовував слово «богатирі», так як це не по-грецьки. М. А. Замотіна вказує, що коректніше було б використовувати слово «герої». Сама книга «Яблуко розбрату», з точки зору оглядача, написана захоплююче, легко читається і гарно оформлена.
Оглядач літературного журналу «Московський літератор» Олена Царьова, в цілому позитивно оцінює повість «Яблуко розбрату», зазначивши недоречність використання слів «казка» і «богатирі» у підзаголовку. Згідно Царьової, слово «богатир» має східне походження, а в російських літописах так спочатку називали воєвод монгольського царя. Крім того, здивування в неї викликала ілюстрація в книзі, де зображена смерть Ахіллеса, де він показаний не зі стрілою в п'яті, а зі стрілою в шиї.
Письменник та історик Алекс Бертран Громов в книжковому огляді на сайті «Лабораторія Фантастики» відмічає, що книга Рябініна «Яблуко розбрату» створена за мотивами давньогрецьких міфів про Троянську війну, як вони викладені в творах Гомера, Евріпіда, Аполлодара, Вергілія, Овідія, Квінта Смірнського. На думку Громова, автору вдалося перетворити класичні історії, які багатьом могли здатись вже неабияк затертими, в оригінальну чи живу розповідь, але при цьому зв'язок з першоджерелами збереглась і навіть стала виражена більш ясно «в порівнянні з деякими іншими перекладаннями античних переказів». Також Громов зазначає, що вчинки персонажів в повісті як позитивні, так і негативні і дуже добре психологічно вмотивовані.
Книжковий критик, член Спілки письменників Москви Дмитро Гасін в своєму огляді поставив книги Рябініна «Яблуко розбрату» і «Тесей» в один ряд з відомими книгами, які переказують грецькі міфи — «Легенди і міфи Стародавньої Греції» Миколи Куна і «Цікава Греція» Михайла Гаспарова, а за мовою викладу порівняв їх з «Блакитною книгою» Михайла Зощенка. Також Гасін звернув увагу на те, що Рябінін хоча і дотримується точності викладу міфів, але при наявності декількох варіантів трактування, завжди обирає найбільш м'який для сприйняття дитиною XXI століття варіант.
Так, наприклад, викладаючи міф про Єлену Прекрасну, Рябінін обрав варіант версії міфа Евріпіда, де Паріс викрав не справжню Єлену, а лише її привид, а справжня Єлена залишалась непорочною, будучи перенесеною Гермесом в Єгипет. Гасін хвалить лексику і стиль викладення автора як максимально наближені до сучасної літератури, відмічає відсутність цинізму та іронії, дбайливе відношення до традицій, слідування логіці сюжету і системність викладу.